# Dendronephthya rubeola
Dendronephthya rubeola är en korallart som beskrevs av Henderson 1909. Dendronephthya rubeola ingår i släktet Dendronephthya och familjen Nephtheidae. Inga underarter finns listade i Catalogue of Life.